# Sud (Haïti)
Sud (Haïtiaans-Creools: Sid, Nederlandse vertaling: Zuid) is een van de 10 departementen van Haïti. Het heeft 775.000 inwoners op een oppervlakte van 2700 km². De hoofdstad is Les Cayes. Het wordt begrensd door de departementen Grand'Anse en Nippes, en door de Caribische Zee. Bij het departement horen de eilanden Île à Vache en La Grande Caye.

## Grondgebied
Het grondgebied dat nu door het departement Artibonite wordt ingenomen, behoorde onder de Taíno's tot het cacicazgo Xaragua.

## Indeling
Het departement is opgedeeld in 5 arrondissementen:
1. Aquin
2. Les Cayes
3. Chardonnières
4. Côteaux
5. Port-Salut

## Sociaal-economisch[2]

### Algemeen
De jaarlijkse bevolkingsgroei is 2,6% (urbaan), -0,9% (ruraal), totaal: 1,1%. Deze cijfers wijzen op een trek van de platteland naar de stad.

### Onderwijs
In 71% van de gemeenten van het departement is de toegang tot basisonderwijs precair. Het analfabetisme in het departement bedraagt 50% voor mannen, 59% voor vrouwen, totaal: 54%.
Voor het primair onderwijs is de bruto scholingsgraad 125%, de netto scholingsgraad 59%. Deze cijfers wijzen op een grote repetitie van schooljaren. Voor het middelbare onderwijs is de bruto scholingsgraad 35% en de netto scholingsgraad 20%.
Van de inwoners van het departement heeft 44% geen enkele scholing afgemaakt, 40% het basisonderwijs, 12% het middelbaar onderwijs en 0% het hoger onderwijs.

### Gezondheid
In 59% van de gemeenten van het departement is de toegang tot basisgezondheidszorg precair. De kindersterfte bedraagt 91,9 op de 1000. In het departement lijdt 29% van de bevolking aan ondervoeding, en 12% aan ernstige ondervoeding.
In 20% van de gemeenten is de toegang tot drinkwater precair. De belangrijkste manier om aan drinkwater te komen is via publieke waterbronnen.
In 62% van de gemeenten is de toegang tot riolering precair.